# تاتسويا شيمأوغاكي
تاتسويا شيمأوغاكي (باليابانية: 下垣 達也) (21 مايو 1981 في هيوغو في اليابان – )؛ هو لاعب كرة قدم سابق كان يلعب كمهاجم.